# 1988년 동계 올림픽 조선민주주의인민공화국 선수단
1988년 동계 올림픽 조선민주주의인민공화국 선수단은 캐나다 캘거리에서 개최된 1988년 동계 올림픽에 참가한 올림픽 조선민주주의인민공화국 선수단이다.

## 스피드 스케이팅
- 한천옥
- 송화선
- 송용헌
- 임리빈